# Bosco
Bosco er en dansk stumfilm fra 1910 produceret af Nordisk Films Kompagni. Filmens instruktør er ukendt. 
I filmen medvirker bl.a. H.C. Nilsen.

## Handling
Grosserer Bangs frue, fr. Bang, er undersøger for en understøttelsesforening, der hjælper fattige og syge. En dag er hun på besøg i et fattigt hjem og har medbragt hunden Bosco på besøget. Hun besøger en syg kvinde i et hjem, hvor den fordrukne og dovne mand sidder og spiller kort med en anden slubbert uden at hjælpe sin syge hustru. De to banditter ser de mange penge, som fru Bang har med i tasken, og så snart fru Bang forlader den syge kvindes hjem, overfalder de to hende og plyndrer hende for pengene. De hende i en kælder.
Da fru Bang kommer til sig selv får hun kaldt Bosco til sig og giver ham en lap papir om halsen og sende ham hjem til grosserer Bang og sønnen, der fortvivlet venter på, at fru Bang kommer hjem. Da Bosco kommer hjem forstår de, hvad der er foregået og løber til kælderen, hvor de befrier fru Bang. Fru Bang undlader at melde det til politiet af hensyn til den stakkels syge kone i håbet om, at fru Bangs mildhed vil have en positiv indflydelse på den syge kones slyngelagtige mand.